# Aulacorthum vandenboschi
Aulacorthum vandenboschi är en insektsart. Aulacorthum vandenboschi ingår i släktet Aulacorthum och familjen långrörsbladlöss. Inga underarter finns listade i Catalogue of Life.